# Elżbieta Cieślak
Elżbieta Cieślak (ur. 1969) – polska biolożka, specjalistka w zakresie botaniki, systematyki roślin naczyniowych i filogeografii. Adiunkt w Instytucie Botaniki im. Władysława Szafera Polskiej Akademii Nauk, kierownik Grupy Biogeografii Molekularnej i Systematyki. Prowadzi badania między innymi z zakresu taksonomii i chorologii krytycznych kompleksów gatunków flory Europy oraz filogeografii porównawczej, ewolucji i zmienności genetycznej flory gór Europy.

## Życiorys

### Kariera naukowa
Absolwentka biologii na Uniwersytecie Jagiellońskim, gdzie w 1993 roku obroniła pracę magisterską. W tym samym roku rozpoczęła pracę w Instytucie Botaniki Polskiej Akademii Nauk w Krakowie, początkowo jako asystent (1993), a następnie starszy asystent (1997). Podjęła studia doktoranckie zakończone w 2001 roku obroną pracy „Taksonomia i chorologia kompleksu Caltha palustria L. na terenie Polski”. Wówczas objęła stanowisko adiunkta w Zakładzie Systematyki Roślin Naczyniowych. W 2014 roku uzyskała habilitację na podstawie pracy „Filogeografia gatunków pontyjsko-pannońskich w Europie Środkowej” w dziedzinie nauk biologicznych, ze specjalnością fitogeografia. Pełni funkcję kierownika Grupy Biogeografii Molekularnej i Systematyki.
W latach 2002–2003 uczestniczyła w stypendium przyznanym przez Fundację na Rzecz Nauki Polskiej, realizowanego w Centrum Zachowania Różnorodności Biologicznej PAN w Warszawie (Powsin, Ogród Botaniczny).
Brała udział w realizacji krajowych i międzynarodowych projektów naukowych, m.in. pod kierunkiem Zbigniewa Mirka, Magdaleny Szczepaniak i Pierre'a Taberleta, a także prowadziła własne projekty finansowane m.in. przez Komitet Badań Naukowych.

### Zainteresowania badawcze
Jej zainteresowania badawcze obejmują przede wszystkim zagadnienia taksonomii i chorologii krytycznych kompleksów gatunków flory (Caltha palustris s.l., Gladiolus palustris s.l., Melica ciliata s.l. oraz Agropyron-Elymus), mechanizmy naturalnej hybrydyzacji poliploidalnej u roślin naczyniowych oraz filogeografia flory w Europie Środkowej, w tym rekonstrukcja procesów historycznych oraz modelowanie zmian ich zasięgów w kontekście zachodzących zmian klimatycznych.

## Członkostwo
- Fundacja Botaniki Polskiej im. Władysława Szafera, od 1994 sekretarz Zarządu[2][4]
- Polskie Towarzystwo Botaniczne (od 1998)[4]

## Wybrane publikacje
Autorka lub współautorka kilkudziesięciu publikacji naukowych, w tym:
- E. Cieślak, J. Cieślak, M. Ronikier, Phylogeographical structure of a narrow endemic plant in an isolated high-mountain range: the case of Cochlearia tatrae in the Tatra Mts (Western Carpathians), „Preslia”, 93, 2021, s. 125–148, DOI: 10.23855/preslia.2021.125.
- A. Stachurska-Swakoń i inni, Genetic structure of Doronicum austriacum (Asteraceae) in the Carpathians and adjacent areas: toward a comparative phylogeographical analysis of tall-herb species, „Plant Systematics and Evolution”, 306, 2020, s. 14, DOI: 10.1007/s00606-020-01652-0.
- E. Cieślak, S. Drobniak, Phylogeography of xerothermic Carlina acanthifolia subsp. utzka in Central Europe, „Flora”, 253, 2019, s. 76–86, DOI: 10.1016/j.flora.2019.03.006.
- Ł. Kajtoch i inni, Phylogeographic patterns of steppe species in Eastern Central Europe: a review and the implications for conservation, „Biodiversity and Conservation”, 25, 2016, s. 2309–2339, DOI: 10.1007/s10531-016-1065-2.